# Saint-Lumine-de-Coutais

Localització de Saint-Lumine-de-Coutais

Saint-Lumine-de-Coutais (en bretó Sant-Leven-ar-C'hoad) és un municipi francès, situat a la regió de país del Loira, al departament de Loira Atlàntic, que històricament ha format part de la Bretanya. L'any 2006 tenia 1.742 habitants. Limita amb els municipis de Saint-Mars-de-Coutais, Saint-Philbert-de-Grand-Lieu i Machecoul.

## Demografia
| 1962                                       | 1968 | 1975  | 1982  | 1990  | 1999  |
| ------------------------------------------ | ---- | ----- | ----- | ----- | ----- |
| 932                                        | 954  | 1.015 | 1.080 | 1.175 | 1.335 |
| Des de 1962: població sense dobles comptes |      |       |       |       |       |

## Administració
| Període | Identitat       | Partit |
| ------- | --------------- | ------ |
| 1989-   | Yannick Rabillé |        |